# Ryōsuke Tone
Ryōsuke Tone (刀根 亮輔?, Tone Ryōsuke; Kitakyūshū, 29 ottobre 1991) è un ex calciatore giapponese, di ruolo difensore.